# 스파스데멘스크

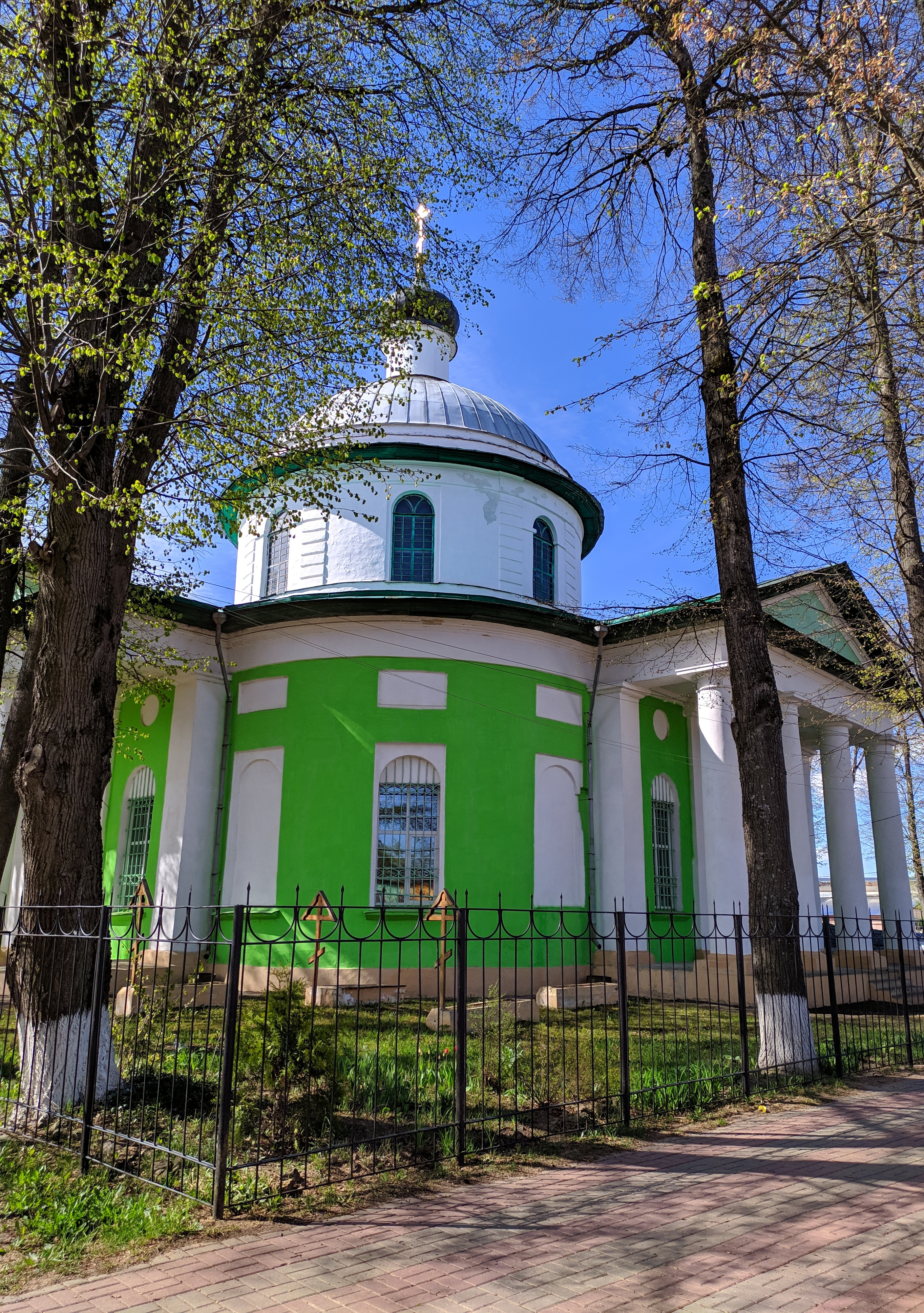

스파스데멘스크(러시아어: Спас-Де́менск)는 러시아 칼루가주 서부에 위치한 도시로, 인구는 5,296명(2002년 기준)이다. 칼루가(칼루가 주의 주도)에서 서쪽으로 197km 정도 떨어진 곳에 위치한다. 1494년 데멘스크라는 이름으로 처음 등장했고 1855년 지금과 같은 이름으로 변경되었다. 1917년 시로 승격되었다.